# Sybille Ruge
Sybille Ruge (geb. 1963 in Meiningen) ist eine deutsche Schriftstellerin.

## Leben und Wirken
Ruge studierte Schauspiel an der Leipziger Theaterhochschule „Hans-Otto“ und besuchte sodann die Meisterklasse für Schauspiel am Theater im Palast der Republik in Ost-Berlin. Später arbeitete sie als Kostümbildnerin und seit 1997 ist sie als Textildesignerin und -entwicklerin tätig. Ruge arbeitet in Frankfurt am Main und lebt in Zürich.
2022 veröffentlichte Ruge ihren ersten Kriminalroman Davenport 160 x 90, der von der Kritik positiv aufgenommen wurde. Die Rezensenten attestieren ihr eine coole, scharfe Sprache, rühmen ihren harten präzisen Stil, amüsieren sich über Kapitalismuskritik und lakonische Porträts der beteiligten Berufsgruppen.
Ruge erreichte 2022 Platz 3 des Deutschen Krimipreises und wurde 2023 mit dem Friedrich-Glauser-Preis in der Kategorie Debütroman und dem Stuttgarter Krimipreis in derselben Kategorie ausgezeichnet.
2024 erschien ihr zweiter Kriminalroman 9 mm Cut.

## Werke
- Davenport 160 x 90, Suhrkamp Verlag, Berlin 2022, ISBN 978-3-518-47243-9
- 9 mm Cut, Suhrkamp Verlag, Berlin 2024, ISBN 978-3-518-47399-3